# Podul Galata
Podul Galata (în turcă Galata Köprüsü, pronunție în turcă [ˈɡaɫata cœpɾyˈsy]) este un pod care se întinde peste Cornul de Aur în orașul Istanbul (Turcia). Începând mai ales de la sfârșitul secolului al XIX-lea podul Galata a fost reprezentat în literatura turcă: în poezii, romane și piese de teatru.

## Istoric

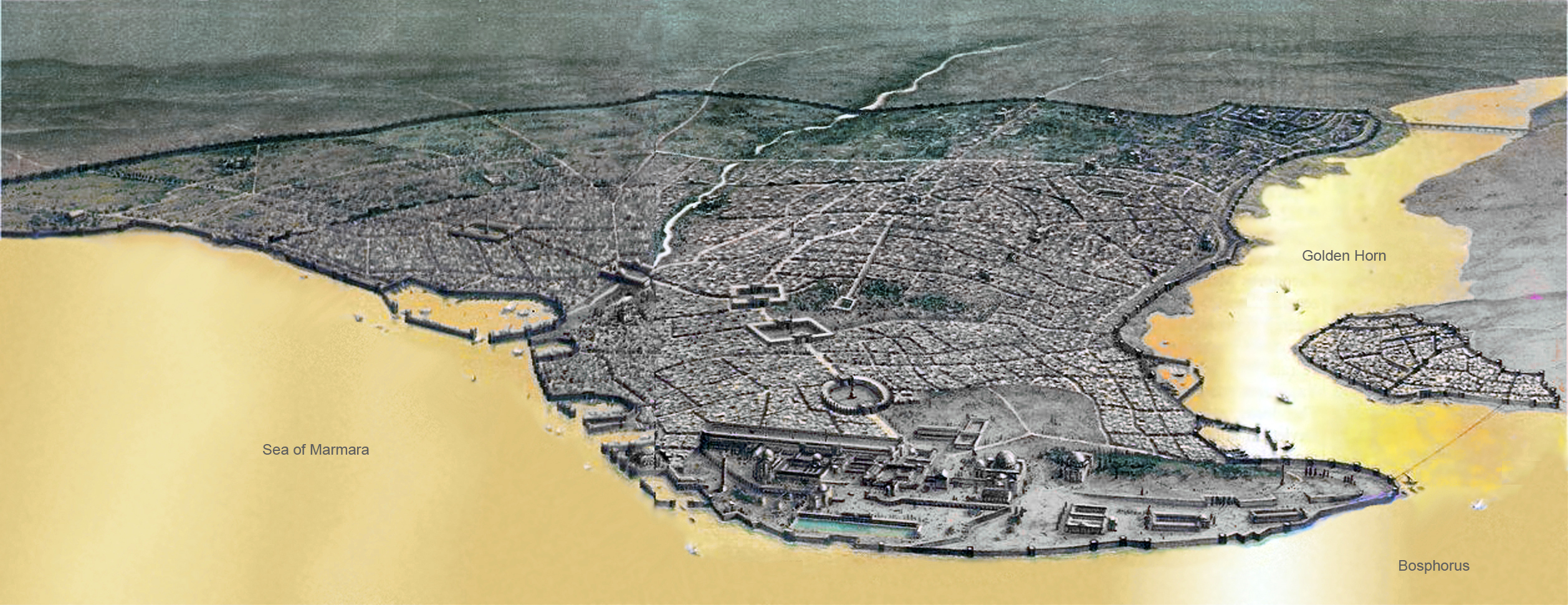
Primul pod peste Cornul de Aur, construit de Iustinian cel Mare, poate fi văzut în apropierea zidurilor teodosiene, la capătul nord-estic al orașului, în această reconstituire digitală a vechiului Constantinopol.

Primul pod menționat de cronici peste Cornul de Aur în Istanbul a fost construit în secolul al VI-lea în timpul domniei lui Iustinian cel Mare în secolul al VI-lea la capătul vestic al orașului, în apropierea zidurilor teodosiene.
În 1453, în timpul asediului Constantinopolului, turcii au asamblat un pod mobil prin amplasarea mai multor vase de-a curmezișul apei, astfel încât trupele lor să se poată deplasa peste Cornul de Aur.

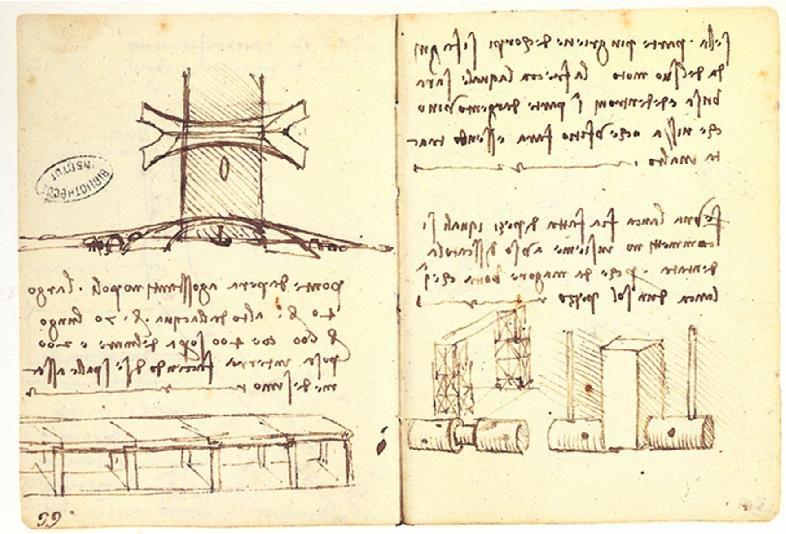
Podul peste Cornul de Aur proiectat de Leonardo da Vinci în 1502.

În anii 1502-1503 au existat planuri pentru a se construi un prim pod în locul în poziția actuală. Sultanul Baiazid al II-lea a solicitat elaborarea unui proiect și Leonardo da Vinci, folosind trei principii geometrice bine cunoscute, a creat un pod cu o singură deschidere, lung de 240 m și lat de 24 m, peste Cornul de Aur, care ar fi devenit cel mai lung pod din lume de la acea vreme, dacă ar fi fost construit. Cu toate acestea, ambițiosul proiect nu a fost aprobat de sultan.
O versiune mai mică a Podului Cornul de Aur al lui Leonardo da Vinci a fost realizată în 2001, lângă Oslo, Norvegia, de către artistul contemporan Vebjørn Sand, reprezentând primul proiect de inginerie civilă care a fost construit după o schiță a lui Leonardo da Vinci. Proiectul Leonardo Bridge speră să aplice design-ul lui Leonardo da Vinci pentru a construi poduri pietonale practice în întreaga lume, inclusiv peste Cornul de Aur din Istanbul, folosind materiale locale și colaborând cu artizanii locali. The Wall Street Journal s-a referit la acest proiect ca un „logo ... pentru națiuni”.
Un alt artist italian, Michelangelo, a fost, de asemenea, invitat să proiecteze un pod în Istanbul. Michelangelo a respins propunerea, iar ideea construirii unui pod peste Cornul de Aur a fost abandonată până în secolul al XIX-lea.

## PodulHayratiye
La începutul secolului al XIX-lea, în timpul domniei sultanului Mahmud al II-lea (1808-1839), a fost construit un pod mai sus pe calea navigabilă, între Azapkapı și Unkapanı. Acest pod, cunoscut sub numele de Hayratiye (Podul Binefacerii), a fost inaugurat la 3 septembrie 1836. Proiectul a fost realizat de către marele amiral adjunct Fevzi Ahmet Pașa, cu ajutorul lucrătorilor și al materialelor din arsenalul naval. Conform istoriei lui Lutfi, acest pod a fost construit pe pontoane legate și avea o lungime de 500-540 m.

## PodulCisr-i Cedid
Primul pod Galata de la gura căii de navigație a Cornului de Aur a fost construit în 1845 de Valide Sultan, mama sultanului Abdul-Medjid (1839-1861), și a fost folosit timp de 18 ani. El era cunoscut sub numele de Cisr-i Cedid sau Podul Nou, pentru a-l deosebi de podul construit anterior mai în amonte, care a devenit cunoscut sub numele de Cisr-i Atik sau Podul Vechi. Acest pod a fost construit din lemn. Ghidul Baedeker l-a numit în aceeași perioadă „Podul Valide Sultan”.
Pe malul dinspre Karaköy a podului, a fost inscripționat un distih al poetului İbrahim Șinasi care menționa că Podul Nou a fost construit de sultanul Abdul-Medjid I. Primul care a trecut pe acest pod a fost sultanul Abdul-Medjid, iar primul care a trecut pe sub el a fost căpitanul francez Magnan cu nava Cygne.

## Taxă
În primele trei zile circulația pe pod a fost gratuită. După aceea, Ministerul Marinei a impus plata unei taxe cunoscute sub numele de mürüriye. Colectarea taxei a început pe 25 noiembrie 1845. Circulația pe pod era taxată astfel:
- acces gratuit: personal militar și judecătoresc, pompieri aflați în misiune, membrii clerului,
- 5 parale: pietoni,
- 10 parale: oameni cu bagaje,
- 20 parale: animale purtătoare de povară,
- 100 parale: căruțe trase de cai,
- 3 parale: oi, capre sau alte animale.

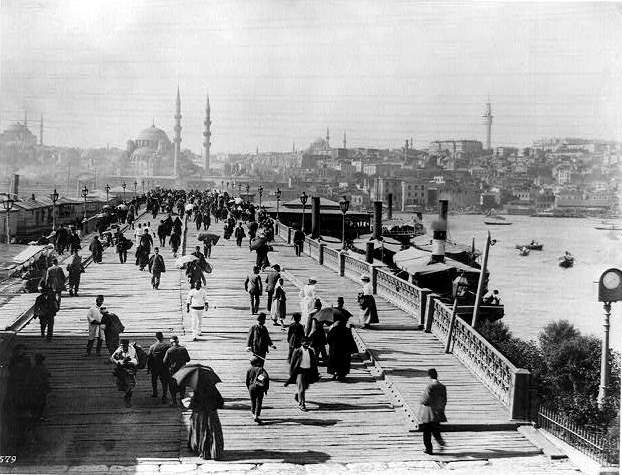
Fotografie a podului Galata făcută între anii 1880-1893, având în fundal Moscheea Nouă din Istanbul.

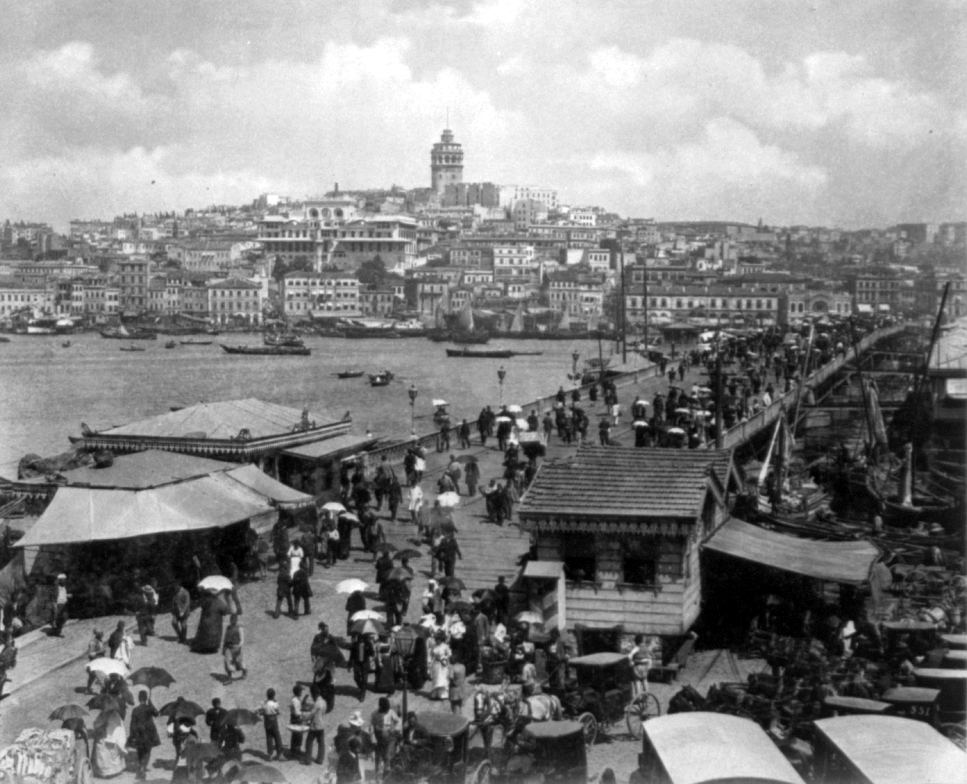
Al treilea pod Galata, cca. 1892-1893

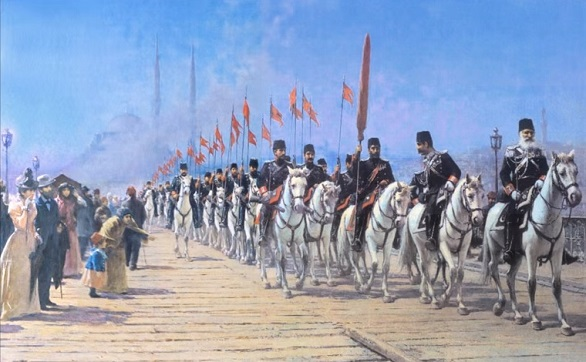
Regimentul de cavalerie „Ertuğrul” circulând pe al treilea pod Galata - pictură realizată de Fausto Zonaro pentru sultanul Abdulhamid al II-lea.

Taxa a fost colectată până la 31 mai 1930 de către oficiali în uniforme albe, care stăteau la ambele capete ale podului.

## Al doilea pod
Acest pod a fost înlocuit în 1863 de un al doilea pod din lemn, construit de Ethem Pertev Pașa la comanda sultanului Abdülaziz (1861-1876) în timpul lucrărilor de îmbunătățire a infrastructurii efectuate înainte de vizita lui Napoleon al III-lea la Istanbul.

## Al treilea pod
În 1870 a fost semnat un contract cu compania franceză Forges et Chantiers de la Mediteranée pentru construirea unui al treilea pod, dar izbucnirea războiului franco-prusac a dus la amânarea proiectului, care a fost oferit în 1872 firmei britanice G. Wells. Acest pod, terminat în 1875, avea 480 m lungime și 14 m lățime și se sprijinea pe 24 de pontoane. Costul construcției sale s-a ridicat la 105.000 de lire de aur. A fost folosit până în 1912, când a fost demontat și asamblat în amonte pentru a înlocui vechiul pod Cisr-i Atik.

## Al patrulea pod
Cea de-al patrulea pod Galata a fost construită în 1912 de firma germană Hüttenwerk Oberhausen AG pentru suma de 350.000 de lire de aur. Acest pod plutitor avea 466 m lungime și 25 m lățime. Acesta este podul încă familiar multor oameni, care a fost grav avariat într-un incendiu din 1992 și a fost remorcat în afara Cornului de Aur pentru a face loc actualului pod.

## Al cincilea (actualul) pod

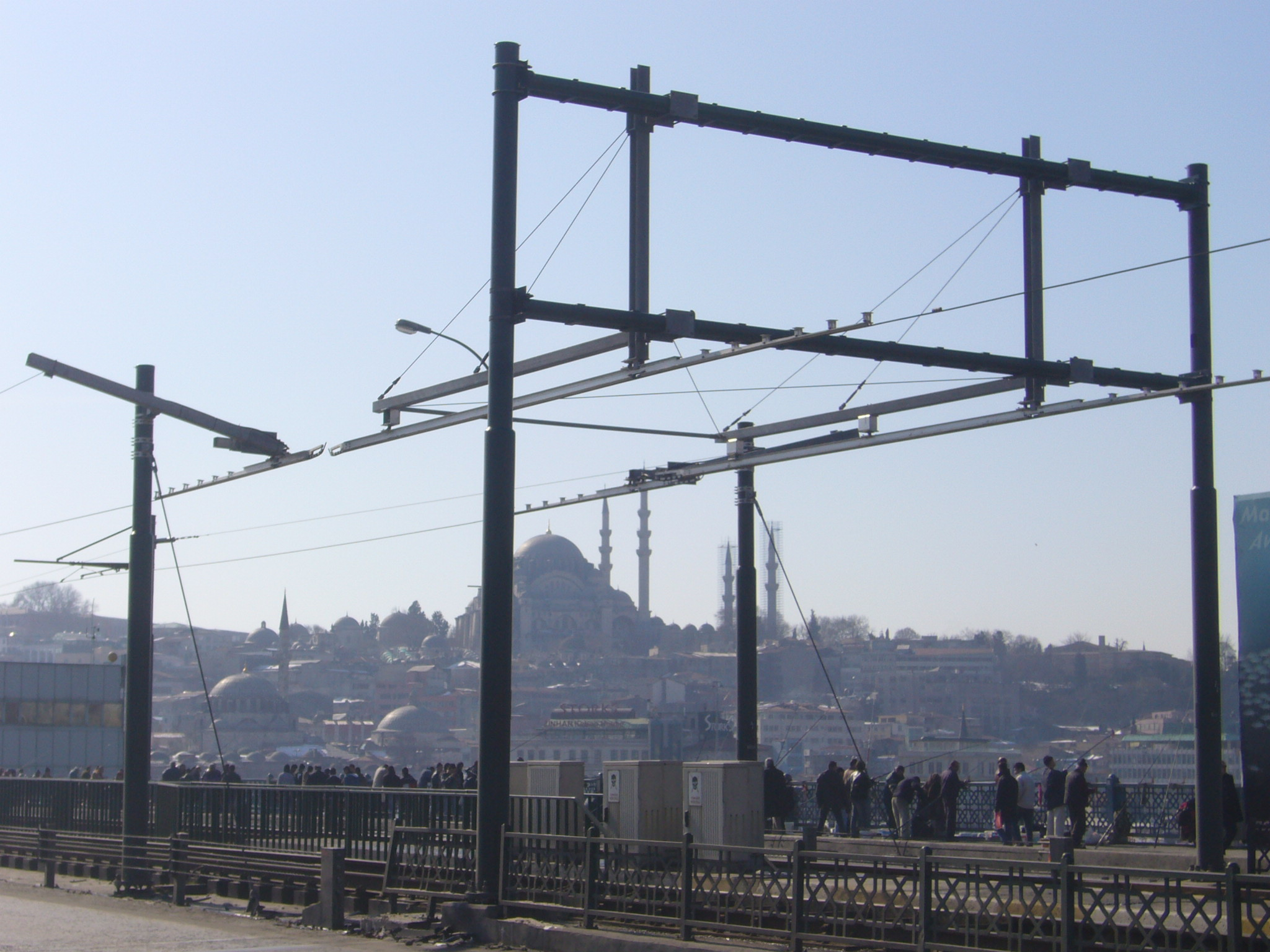
Detaliu al sistemului de suspensie catenară pentru tramvaie între o brățară (stânga) și partea fixă a podului. Moscheea Süleymaniye se află în fundal.

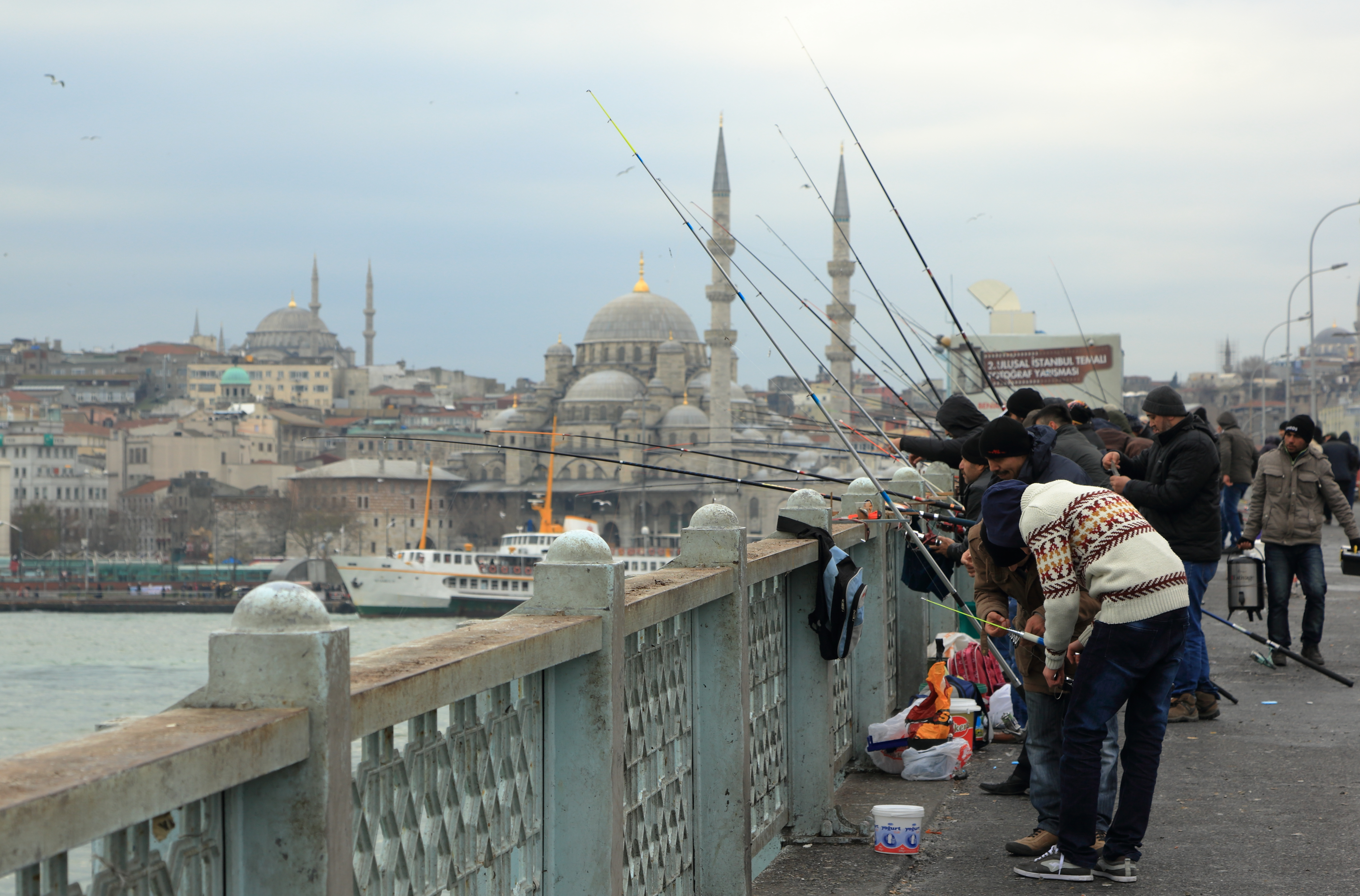
Pescari de pe pod. Yeni Cami este în fundal.

Cel de-al cincilea pod Galata a fost construit de compania turcească STFA, la doar câțiva metri distanță de podul anterior, între Karaköy și Eminönü și finalizat în decembrie 1994. A fost proiectat și construit sub îndrumarea GAMB (compania de proiectare Göncer Ayalp). Este un pod basculant cu lungimea de 490 m și o deschidere principală de 80 m. Puntea podului are lățimea de 42 de metri și coține trei benzi pentru vehicule și o pasarelă pietonală pe fiecare sens de deplasare. Șinele de tramvai au fost adăugate recent pe pod, permițând tramvaielor din Istanbul să circule de la Zeytinburnu, din suburbiile de lângă Aeroportul Internațional Atatürk, până la Kabataș, la câteva blocuri distanță de Palatul Dolmabahçe.
Restul podului, inclusiv zona comercială de la primul etaj, a fost deschisă publicului în 2003.

## Cultură
Podul Galata a reprezentat o legătură simbolică între orașul tradițional Istanbul, unde se aflau palatul imperial și principalele instituții religioase și seculare ale imperiului, și cartierele Galata, Beyoğlu, Șișli și Harbiye, unde majoritatea locuitorilor nu erau musulmani și unde trăiau și lucrau diplomații și negustorii străini. Așa cum a scris Peyami Safa în romanul său, Fatih-Harbiye, o persoană care mergea pe acest pod din Fatih în Harbiye lua contact cu o civilizație diferită și cu o altă cultură. În afară de ficțiunea literară, aspectul romantic al Podului Galata l-a făcut să fie subiectul mai multor picturi și gravuri.

## Vezi și
- Podul Atatürk
- Podul Haliç
- Podul de metrou Cornul de Aur
- Cornul de Aur
- Turnul Galata

## Legături externe
- Cisr-i Atik (1836) la Structurae
- Cisr-i Cedid (1845) la Structurae
- Cisr-i Cedid (1863) la Structurae
- Galata Bridge (1875) la Structurae
- Galata Floating Bridge (1912) la Structurae
- Galata Bridge (1994) la Structurae